# Bocus
Bocus là một chi nhện trong họ Salticidae.